# Ніхто не йде
«Ніхто не йде» (англ. Nobody Walks) — американський незалежний фільм-драма режисерки Рі Руссо-Янг, знятий у 2012 році. Прем'єра фільму відбулася на 28-му кінофестивалі «Санденс», де стрічка здобула «спеціальний приз журі за досконалість у незалежному кіновиробництві».

## Опис
23-річна Мартіна приїжджає в тихе провінційне містечко. Вона вирішує зупинитися у сімейної пари, яку знає вже багато років. Дівчина близька до завершення роботи над своїм фільмом, але їй потрібна невелика допомога. Її з радістю вирішує надати глава сімейства, і в ході роботи обидвоє розуміють, що їхній зв'язок починає виходити за рамки дружніх відносин.

## Актори
| №  | Актор             | Роль         |
| -- | ----------------- | ------------ |
| 1  | Олівія Тірлбі     | Мартін       |
| 2  | Джейн Леві        | Каролін      |
| 3  | Ділан Макдермотт  | Лерой        |
| 4  | Джон Кразінські   | Пітер        |
| 5  | Розмарі ДеВітт    | Джулі        |
| 6  | Джастін Кірк      | —            |
| 7  | Різ Вейкфілд      | Девід        |
| 8  | Емма Дюмон        | Вайма        |
| 9  | Індія Енненга     | Кольт        |
| 10 | Сем Лернер        | Еві          |
| 11 | Блез Ембрі        | Пол          |
| 12 | Карлос Веласкес   | Аллен        |
| 13 | Чет Гриссом       | Марк         |
| 14 | Лорен К. Соломона | Гелері гоєр  |
| 15 | Стейсі Бернгізел  | Кольтс Тічер |

## Сприйняття
На вебсайті агрегаторі оглядів Rotten Tomatoes рейтинг фільму складає 41 % на основі відгуків 41 критика, середня оцінка — 5,2/10. На Metacritic фільм отримав рейтинг 51 зі 100 на основі оцінок 18 критиків, вказуючи на «змішані або середні відгуки».

## Дубляж українською мовою
Фільм перекладено і озвучено на студії ТВ+ на замовлення Aurora Distribution.